# Adriopea pallidata
Adriopea pallidata là một loài bọ cánh cứng trong họ Cerambycidae.